# Euphyllodromia angustata
Euphyllodromia angustata es una especie de cucaracha del género Euphyllodromia, familia Ectobiidae.

## Distribución
Esta especie se encuentra en México, Costa Rica, Panamá, Colombia, Venezuela y Brasil.